# Жоинвили (агломерация)

Агломерация Жоинвили (Северная и Северо-Восточная Санта-Катарина) на карте штата

Жоинвили или Северная и Северо-Восточная Санта-Катарина (порт. Região Metropolitana do Norte/Nordeste Catarinense) — крупная городская агломерация в Бразилии. Центр — город Жоинвили в штате Санта-Катарина. Население составляет 1 024 212 человек на 2005 год и 1 324 173 человек на 2014 год (в том числе в границах 2010 года — 1 191 558 человек). Занимает площадь 10.830,62 км². Плотность населения — 122,26 чел./км².

## Статистика
- Индекс развития человеческого потенциала на 2000 составляет 0,853 (данные: Программа развития ООН).

## Состав агломерации
В агломерацию входят следующие муниципалитеты:
1. Жоинвили
2. Аракуари
3. Балнеариу-Барра-ду-Сул
4. Барра-Велья
5. Кампу-Алегри
6. Корупа
7. Гарува
8. Гуарамирин
9. Итаиополис
10. Итапоа
11. Жарагуа-ду-Сул
12. Мафра
13. Масарандуба
14. Монти-Кастелу
15. Папандува
16. Риу-Негринью
17. Сан-Бенту-ду-Сул
18. Сан-Франсиску-ду-Сул
19. Сан-Жуан-ду-Итапериу
20. Шрёдер